# Eva-Maria Liimets

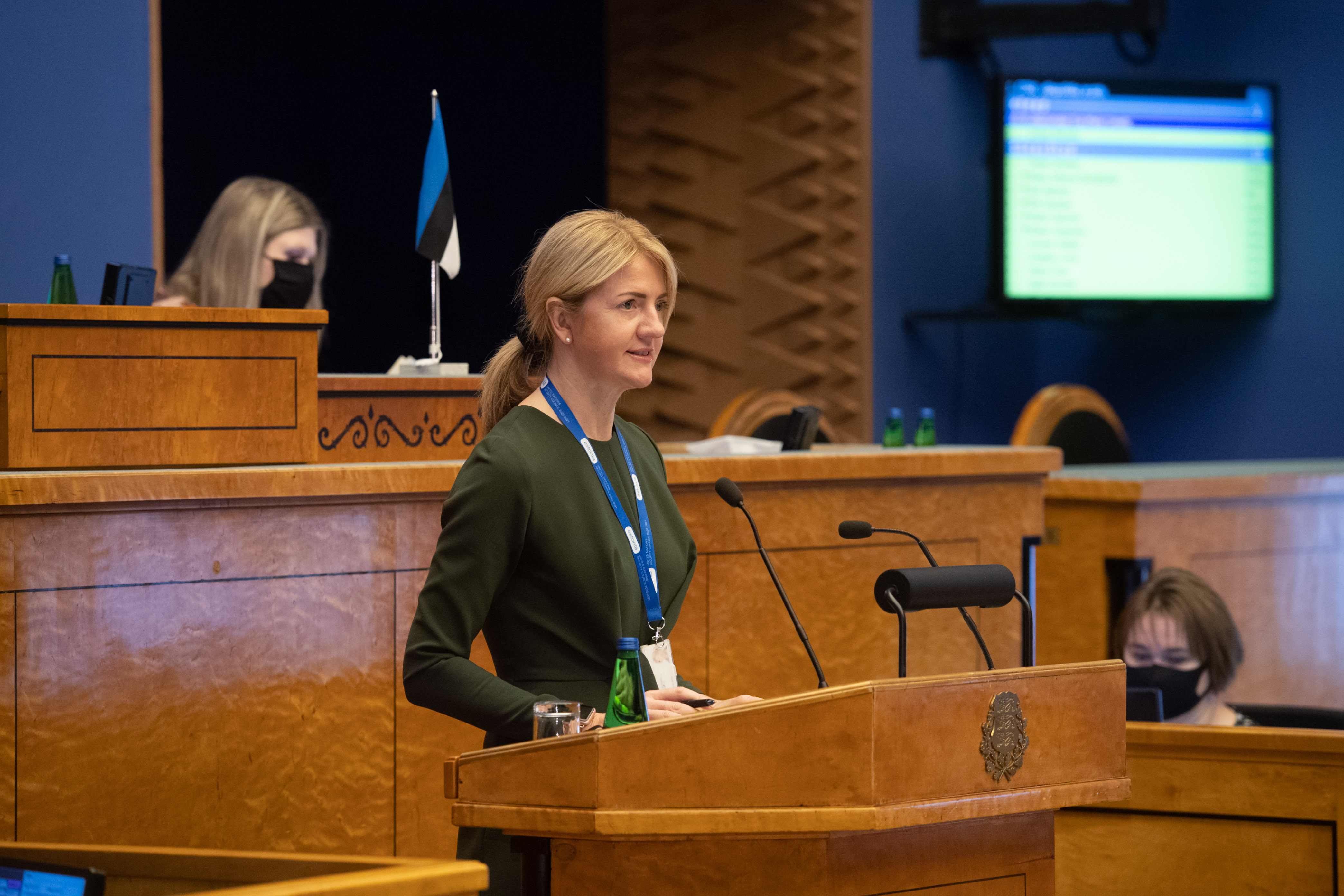
Eva-Maria Liimets (2021)

Eva-Maria Liimets (* 31. Mai 1974 in Tallinn) ist eine estnische Politikerin (EK) und Diplomatin. Vom 26. Januar 2021 bis zum 3. Juni 2022 war sie Außenministerin der Republik Estland.

## Leben
Liimets schloss 1996 ihr Bachelor-Studium der Verwaltungswissenschaft an der Universität Tartu ab. 2005 machte sie ihren Master of Business Administration (MBA) an der privaten Estonian Business School (EBS) in Tallinn.

### Diplomatie und Politik
1997 trat Liimets in den diplomatischen Dienst der Republik Estland ein. Von 1997 bis 1999 war sie zunächst in der Personalabteilung des Außenministeriums eingesetzt. Von 1999 bis 2003 leitete sie das Wirtschaftsreferat an der estnischen Botschaft in Rom. Von 2003 bis 2006 war sie erneut im Außenministerium in Tallinn tätig.
Von 2006 bis 2009 führte Liimets' zweiter Auslandseinsatz an die estnische Botschaft in Washington. Es folgte von September 2009 bis August 2014 eine Verwendung als Referatsleiterin für Internationale Organisationen in der Zentrale des estnischen Außenministeriums in Tallinn. Von August 2014 bis August 2017 war Liimets estnische Generalkonsulin in New York. 2017/2018 war sie in der Europaabteilung des estnischen Außenministeriums eingesetzt. Sie war Hauptorganisatorin die 9. Jahrestagung der EU Strategy for the Baltic Sea Region, die im Juni 2018 in Tallinn stattfand.
Von 2018 bis 2021 war Liimets estnische Botschafterin in der Tschechischen Republik. Sie war nebenakkreditiert in Slowenien und Kroatien.
Am 26. Januar 2021 wurde sie als Außenministerin der Republik Estland vereidigt. Der Koalitionsregierung unter Ministerpräsidentin Kaja Kallas gehörte Liimets zunächst als Parteilose an. Erst im Juni 2021 trat sie der Zentrumspartei (Keskerakond), die sie nominiert hatte, bei. Nach dem Scheitern der Koalition verlor sie am 3. Juni 2022 ihr Amt. Ende August 2022 fand sie eine neue Anstellung beim Estonian Centre for International Development.